# Emi Koussi
L'Emi Koussi est un volcan éteint du Tchad situé dans le nord du pays et faisant partie du massif du Tibesti. Son altitude de 3 415 mètres en fait le point culminant du Tibesti, du Tchad et du Sahara.

## Géographie

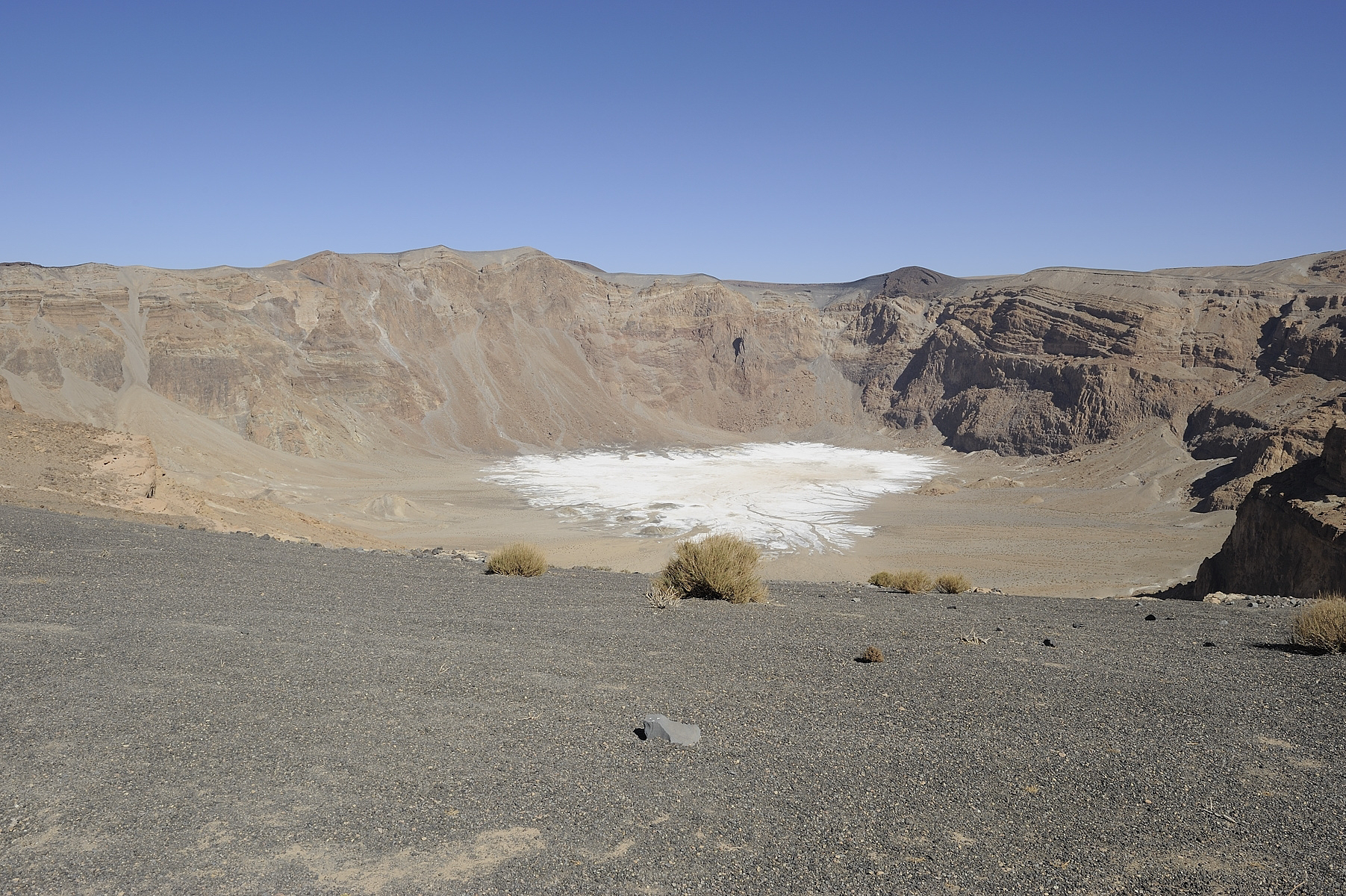
Vue de l'Era Kohor à l'intérieur de la caldeira de l'Emi Koussi.

L'Emi Koussi est situé dans le Centre-Est du Sahara, dans le nord du Tchad, à l'extrémité sud-est du massif du Tibesti, un massif volcanique s'étendant au Tchad et en Libye,. Administrativement, il se trouve dans la région de Borkou, dans une région peuplée de nomades toubous. Il est relié au reste du massif du Tibesti en direction du nord-nord-ouest par un plateau supportant des cônes volcaniques.
Ce volcan trachytique s'étend sur soixante kilomètres par quatre-vingts,. Il est couronné par deux caldeiras coalescentes de douze kilomètres par quinze contenant plusieurs cratères, dômes, cônes et coulées de lave. Les caldeiras ont une profondeur cumulée (du sommet au fond de l'Era Kohor) de 767 mètres ± 20 mètres. Au fond de cette double caldeira, une petite caldeira, l'Era Kohor, mesurant deux kilomètres par trois et 350 mètres de profondeur, est tapissée de natron. Ce « Trou au Natron du Koussi » ne doit pas être confondu avec le Doon Orei, le Trou au Natron du Tarso Toussidé qui contient également ce dépôt minéral.
Le sel présent au fond de l’Era Kohor est le résultat de l’évaporation d’un lac. Tout comme le Trou au Natron du Tarso Toussidé, l’Era Kohor a, pour des raisons orographiques pendant l’Holocène moyen (période située entre 9 000 et 5 000 ans avant notre ère), reçu des précipitations intenses. La forte élévation du relief précipitait alors l’humidité contenue dans les masses d’air venues du nord-est depuis la Méditerranée (et non de la mousson africaine venant du sud-ouest), ce dont ne bénéficiaient pas les plaines et plateaux même proches. Dans sa plus vaste extension, le lac de l’Era Kohor a atteint 130 mètres de profondeur pour une surface d’environ 3,1 km2 et un volume de 0,45 km3.
Le rebord sud de la caldeira constitue le point culminant du volcan. Avec 3 415 mètres d'altitude il est le sommet le plus élevé du Sahara. Le sommet plus élevé le plus proche est le mont Cameroun situé à 2 000 kilomètres au sud-sud-ouest. Les pentes régulières et peu pentues de l'Emi Koussi qui lui confèrent une forme conique sont peu entaillées par l'érosion en raison du climat aride de cette région du globe. Néanmoins, les quelques oueds qui parcourent ses flancs font tous partie du bassin versant endoréique du lac Tchad situé au sud-sud-ouest.
Des astronautes considèrent que c'est le point naturel le plus reconnaissable sur le globe, lorsqu'on observe depuis une orbite spatiale.

## Histoire
La dernière éruption de l'Emi Koussi s'est déroulée à une date inconnue mais a créé trois maars ainsi que plusieurs cônes de cendre ayant émis des coulées de lave basaltique dans la caldeira et sur les flancs du volcan. Il est considéré comme étant éteint et la seule activité volcanique actuelle est représentée par les sources chaudes de Yi-Yerra sur le flanc sud à environ 850 mètres d'altitude.

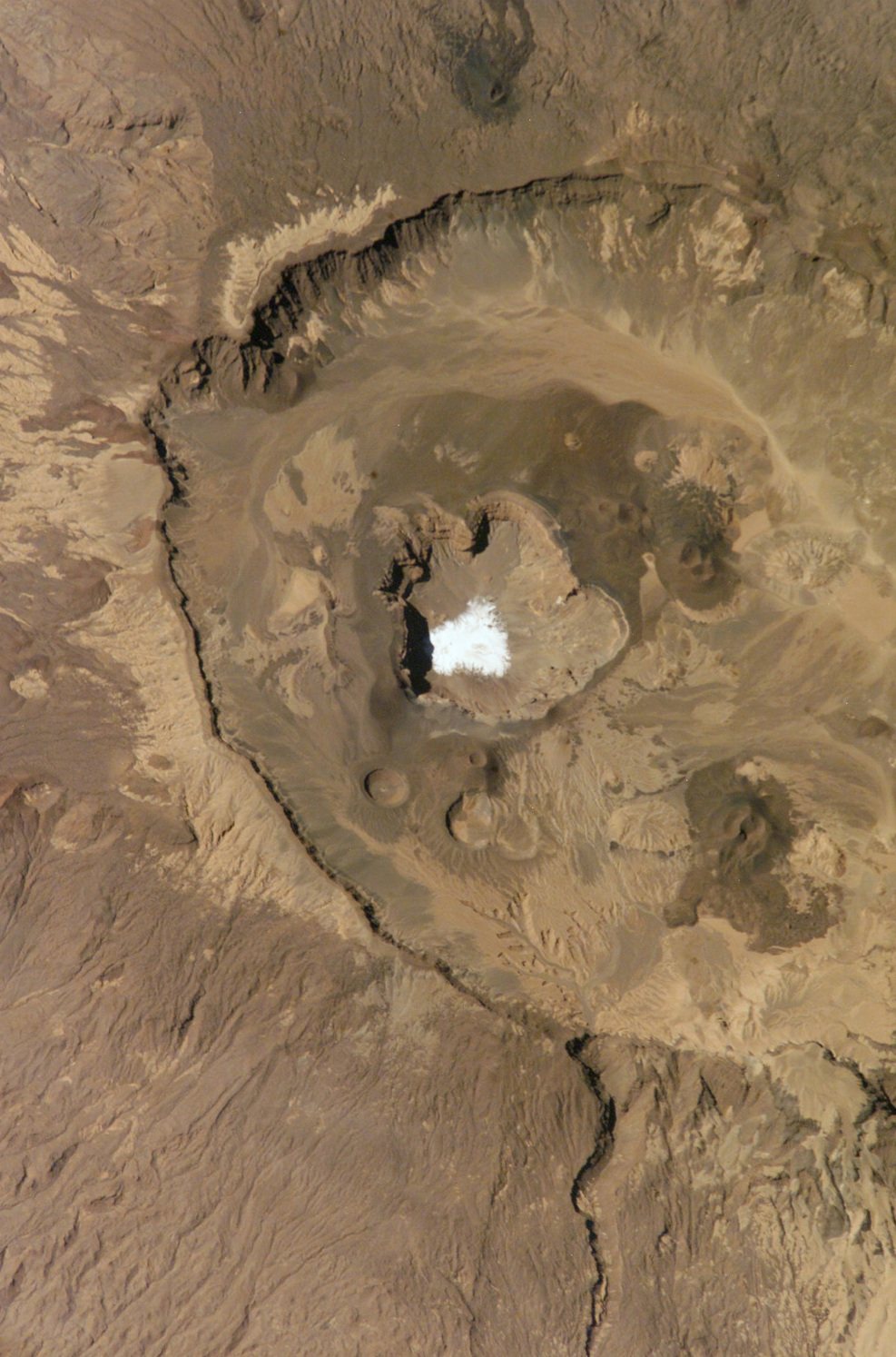
Image satellite rapprochée d'une partie de la caldeira de l'Emi Koussi avec l'Era Kohor au centre.

Il est délicat de parler de l'ascension de l'Emi Koussi comme d'une « première » lorsque l'on sait que celle-ci s'effectue sans aucune difficulté en dehors de la distance à parcourir et qu'elle est rendue possible grâce au transport de vivres et de matériel par les dromadaires, animaux très rétifs face aux pentes.
Dans la vaste caldeira de l'Emi Koussi, le Koussi Kohor, quelque trente à quarante familles, avec des habitats troglodytiques, résident en 1915. Les premiers Européens à être arrivés au sommet de l'Emi Koussi sont des militaires français. Un premier détachement dirigé par le capitaine Lauzanne y séjourne du 25 au 27 mai 1915. Vient alors la reconnaissance militaire du Tibesti, de Faya à Bardaï, par le chef de bataillon Jean Tilho, commandant la circonscription du Borkou-Ennedi. Elle parcourt l'Emi Koussi du 13 au 20 septembre 1915. Sous l'autorité du lieutenant-colonel Tilho, géodésiste et futur général membre de l'Académie des sciences, un détachement comprenant trois autres Français (le lieutenant Fouché, le docteur Giudicelli, le sergent Cordelette), le sergent Amoroko Karembé, 23 tirailleurs, 14 goumiers, un interprète, un agent politique, 4 responsables des 36 dromadaires et 4 domestiques, séjourne dans la caldeira du 15 au 18 septembre 1915. De nombreuses mesures de températures sont effectuées, toutes les deux heures le 16 septembre. Par comparaison avec les températures relevées simultanément à Faya, des hauteurs angulaires mesurées au théodolite depuis le village de Yono, où douze observations hypsométriques sont effectuées de mai à septembre 1915, village dont la distance au sommet est estimée à 42,57 kilomètres, Jean Tilho détermine l'altitude de l'Emi Koussi à 3 417 mètres. L'Institut géographique national reportera ± 3 415 mètres sur ses cartes. De petits détachements militaires ont après 1915 régulièrement parcouru le sommet.
Le lieutenant-colonel Burthe d'Annelet, au cours de son périple du Cameroun à Alger de septembre 1928 à juin 1931, lui consacre une reconnaissance depuis Faya et le parcourt du 25 au 27 septembre 1929,. Un autre voyageur, Wilfred Thesiger, arpente à son tour le sommet en août 1938. Par la suite de nombreux scientifiques étudient ce massif volcanique, y revenant pour certains à plusieurs reprises comme Philippe Bruneau de Miré, un entomologiste passionné de botanique. Il y reste plusieurs semaines en octobre-décembre1958, entraînant avec lui le botaniste Pierre Quézel. Auteur du premier travail d'ampleur sur le Tibesti le géologue Pierre Vincent y retourne en mars 1997 avec Alain Beauvilain. [Les Britanniques P.R. Steele, R.F. Tuck et W.W. Marks en font la montée en 1957,.

## Ascension
En raison des conditions climatiques, la meilleure période pour l'ascension de l'Emi Koussi est l'hiver, notamment les mois de novembre à mars. Il ne présente pas de difficulté particulière comme de l'escalade, les principaux obstacles étant l'accès, la logistique et l'insécurité causée par des affrontements sporadiques entre l'armée tchadienne et les nomades toubous du Tibesti. Depuis 1995, l'Emi Koussi a été parcouru par de nombreux touristes.